# Крістал Форскатт
Крі́стал Фо́рскатт (англ. Krystal Forscutt; нар. 12 липня 1986 року в Бейтменс-Бей, Новий Південний Уельс) — австралійська модель та учасниця телевізійних реаліті-шоу. Одна з найбільш оплачуваних моделей в Австралії. Працює персональним тренером у фінтес-центрі «Fit and Fast».

## Кар'єра

### Реаліті-шоу
До того, як розпочати свою модельну кар'єру для журналів для чоловіків, Форскат стала відомою як учасниця реаліті-шоу «Big Brother» (2006) в Австралії. Вона збільшила свої груди за допомогою імплантатів — і зробила це одночасно зі своєю матір'ю Керін (Karen Forscutt), яка теж брала участь у реаліті-шоу «Big Brother».
У 2007 рокі Крістал взяла участь у Австралійському телевізійному реаліті-шоу «It Takes Two».
У 2008 році Крістал почала зустрічатися з продюсером Сергіо Фейд. Їхні стосунки припинилися у березні 2010 року.

### Модельний бізнес
Форскат засвітилася в австралійських журналах для чоловіків Zoo Weekly, FHM та Ralph. Для журналу Zoo Weekly вона була офіційним представником .
Також Крістал з'явилася у відеогрі «Need for Speed: ProStreet», як перший австралійський персонаж з відеоігор. Представники Electronic Arts запропонували Форскатт відзнятися для гри «Need For Speed» після того, як вони помітили її фотосесію у бікіні у «Zoo Weekly». Форскатт прибула у головний офіс «Electronic Arts» у Ванкувері, де художники за допомогою фото- та відеосесій створили з її образу образ дівчини, яка дає старт у перегонах.

### Телебачення та акторська кар'єра
У січні 2008 року Крістал Форскатт стала постійним гостем на Bigpond Game Arena «Бенні та Річі-шоу», а в жовтні з'явилася в епізоді Seven Network's «Packed to the Rafters».
У травні 2009 року вона з'явилася в кліпі Стіва Форде «Guns & Guitars». Далі Крістал проводила кар'єру в Голлівуді, — і мала наміри подати кандидатуру на невелику роль в одному з майбутніх голлівудських фільмів.
Станом на 2010 вона переїхала в Мельбурн і розпочала співпрацю з декількома проектами. 29 липня 2010 року вона з'явилася у «The Matty Johns Show».

### Музична кар'єра
У листопаді 2010 року Крістал Форскатт обговорювала з «Herald Sun» її майбутню співпрацю у світі музики. Вона відзначила, що перебуває у складі дівочого гурту під назвою «Video Girl» а також, що вони вже записали свій дебютний альбом. Krystal також зауважила, що вона співатиме і гратиме як ді-джей в одному гурті. Група швидше за все почне випускати музику у 2011 році.